# 坂本憲男
坂本 憲男（さかもと のりお、1947年（昭和22年）2月28日 - ）は、日本の政治家。三国町議（4期）、三国町議会議長、三国町長（2期）を経て坂井市長（4期）を務めた。

## 経歴
1947年2月28日、福井県三国町下野（現坂井市）に生まれる。1969年3月、近畿大学商経学部卒業。同年4月、石油荷役（現ニヤクコーポレーション）名古屋支社に入社。1975年7月、三国海陸興業取締役に就任した。1983年3月、三国町議会議員に初当選し1998年2月まで4期務めた。この間、町議会議長（1991年4月から1993年4月まで）を務めた。1998年に三国町長に初当選し2期務めた。

### 2006年坂井市長選挙
旧坂井郡の4町が合併して発足した坂井市長選挙に立候補して、2006年4月23日に旧丸岡町長を破って初当選を果たした。
※当日有権者数：72,890人 最終投票率：80.6%（前回比：-pts）
| 候補者名 | 年齢 | 所属党派 | 新旧別 | 得票数   | 得票率 | 推薦・支持 |
| -------- | ---- | -------- | ------ | -------- | ------ | ---------- |
| 坂本憲男 | 59   | 無所属   | 新     | 30,826票 | 53.1%  | -          |
| 林田恒正 | 66   | 無所属   | 新     | 27,199票 | 46.9%  | -          |

2010年4月11日、無投票で再選を果たした。2014年4月13日、無投票で3選を果たした。

### 2018年坂井市長選挙
12年ぶりに選挙戦となったが、2018年4月15日に新人を破って4選を果たした。2019年に設立された福井県並行在来線準備の取締役に就任。
※当日有権者数：74,959人 最終投票率：52.4%（前回比：-pts）
| 候補者名 | 年齢 | 所属党派 | 新旧別 | 得票数   | 得票率 | 推薦・支持     |
| -------- | ---- | -------- | ------ | -------- | ------ | -------------- |
| 坂本憲男 | 71   | 無所属   | 現     | 32,299票 | 85.7%  | 自由民主党推薦 |
| 東外喜夫 | 68   | 無所属   | 新     | 5,368票  | 14.3%  | -              |